# Parco archeologico di Urbs Salvia
Il parco archeologico di Urbs Salvia è un'area archeologica statale situata nel comune di Urbisaglia (MC). È il parco archeologico più esteso delle Marche. L'area degli scavi di proprietà dello Stato Italiano, dal 1998 fino al 2021 è stata concessa in gestione al Comune di Urbisaglia. Dal 2022 è gestito direttamente dalla MIC - Direzione regionale Musei Marche. Oltre che sito archeologico è teatro anche di eventi museali, musicali ed artistici. Nel 2015 ha fatto registrare 8 239 visitatori. Il museo archeologico ad esso collegato nello stesso anno ha avuto 4 299 ingressi.

## Origine del nome
Urbs Salvia ha assunto, a partire dall'età augustea, un nome piuttosto singolare da cui deriva la denominazione moderna: nessuna città in tutto l'Impero romano, infatti, ebbe l'onore di fregiarsi dell'appellativo di Urbs, ovviamente ad eccezione di Roma, la città per antonomasia. Riguardo al nome Salvia esistono due correnti di pensiero:
- il nome deriverebbe dalla famiglia dei Salvi (poco plausibile, dal momento che solitamente erano gli schiavi liberati dalla città a prenderne il nome, e non viceversa)[4];
- il nome deriverebbe dal culto della dea Salus, legata a pratiche terapeutiche e alla presenza nel luogo di acque sorgive dotate di virtù medicamentose (ipotesi più accreditata). Ad Urbs Salvia questa divinità è meglio conosciuta nell'accezione di Salus Augusta, poiché, a partire dall'età tiberiana, essa fu contraddistinta anche da una forte connotazione politica, collegata al culto imperiale. A questa divinità fu dedicato il complesso Tempio-Criptoportico.

## Storia
Come son ite e come se ne vanno

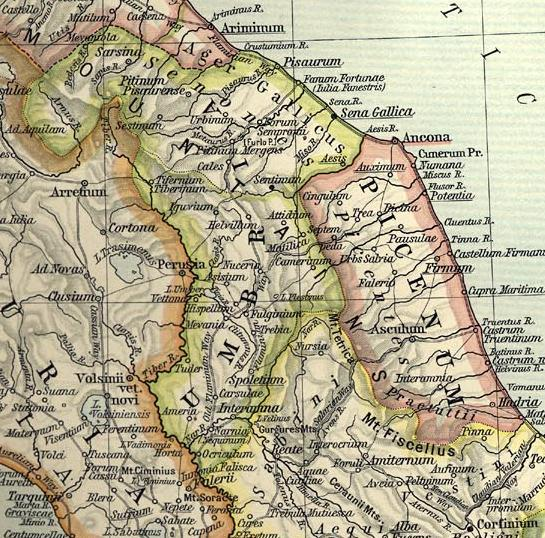
Cartina della Regio V Picenum e VI Umbria

Di retro ad esse Chiusi e Sinigaglia

Udir come le schiatte si disfanno

Non ti parrà cosa nova né forte

Poscia che le cittadi termine hanno.»
(Dante Alighieri, Divina Commedia, Paradiso XVI, 73-78)
Città della Regio V Picenum, nacque come colonia romana nel II secolo a.C. con il nome originario di Pollentia in corrispondenza di un importante tracciato viario che nel suo tratto urbano costituiva il cardo maximus della città, la Via Salaria Gallica, una strada a carattere intervallivo e pedemontano che conduceva da Ausculum (Ascoli Piceno) fino alla Via Flaminia.

Distrutte, livellate e, talvolta, riutilizzate le strutture tardo-repubblicane, la città vide l'avvio di un progetto unitario pianificato già in età augustea, quando la colonia assume il nome di Urbs Salvia, portato a termine con successivi interventi in età tiberiano-claudia, tra i quali la realizzazione del complesso detto del Tempio-Criptoportico il quale era dedicato alla Salus Augusta. La monumentalizzazione della città ebbe il suo culmine in età Flavia, grazie soprattutto all'evergetismo di alcuni notabili locali che si erano arricchiti con i servizi prestati presso gli imperatori.

Solitamente, la distruzione e l'abbandono della città sono associati al passaggio dei Visigoti guidati da Alarico nel 408-409 d.C. In realtà, in questa occasione la città fu saccheggiata e parzialmente distrutta, ma non abbandonata; del resto lo storico bizantino Procopio di Cesarea, di passaggio a Urbs Salvia nel corso del VI secolo al seguito di Belisario, riferisce di una città ridotta a un misero stato, ma dalle sue parole si intuisce come questa fosse ancora abitata.
L'abbandono dell'insediamento in pianura fu graduale, e successivamente gli abitanti di Urbs Salvia, rifugiatisi sul Colle di San Biagio, avrebbero dato origine al Castro de Orbesallia, primo nucleo dell'attuale Urbisaglia.

Dante Alighieri ricorda questo periodo di decadenza della città nella Divina Commedia.

## Il parco archeologico
Il parco si estende per circa 40 ettari ed è il più spettacolare e rilevante delle Marche. Attraverso un comodo tracciato di circa un chilometro, si scende dal Colle di San Biagio - su cui sorge il centro storico medievale del paese attuale - fino a raggiungere il fondovalle pianeggiante. Il percorso consente così di cogliere nella sua interezza la struttura della città romana, organizzata su un susseguirsi di terrazzamenti artificiali, che davano una caratteristica impronta di tipo "ellenistico" all'impianto urbano.
Sono visitabili partendo dal centro storico medievale di Urbisaglia dove ha sede il museo, nell'ordine, il serbatoio dell'acquedotto romano, il teatro, l'"Edificio a nicchioni", il complesso tempio-criptoportico, dedicato alla Salus Augusta, e l'anfiteatro.

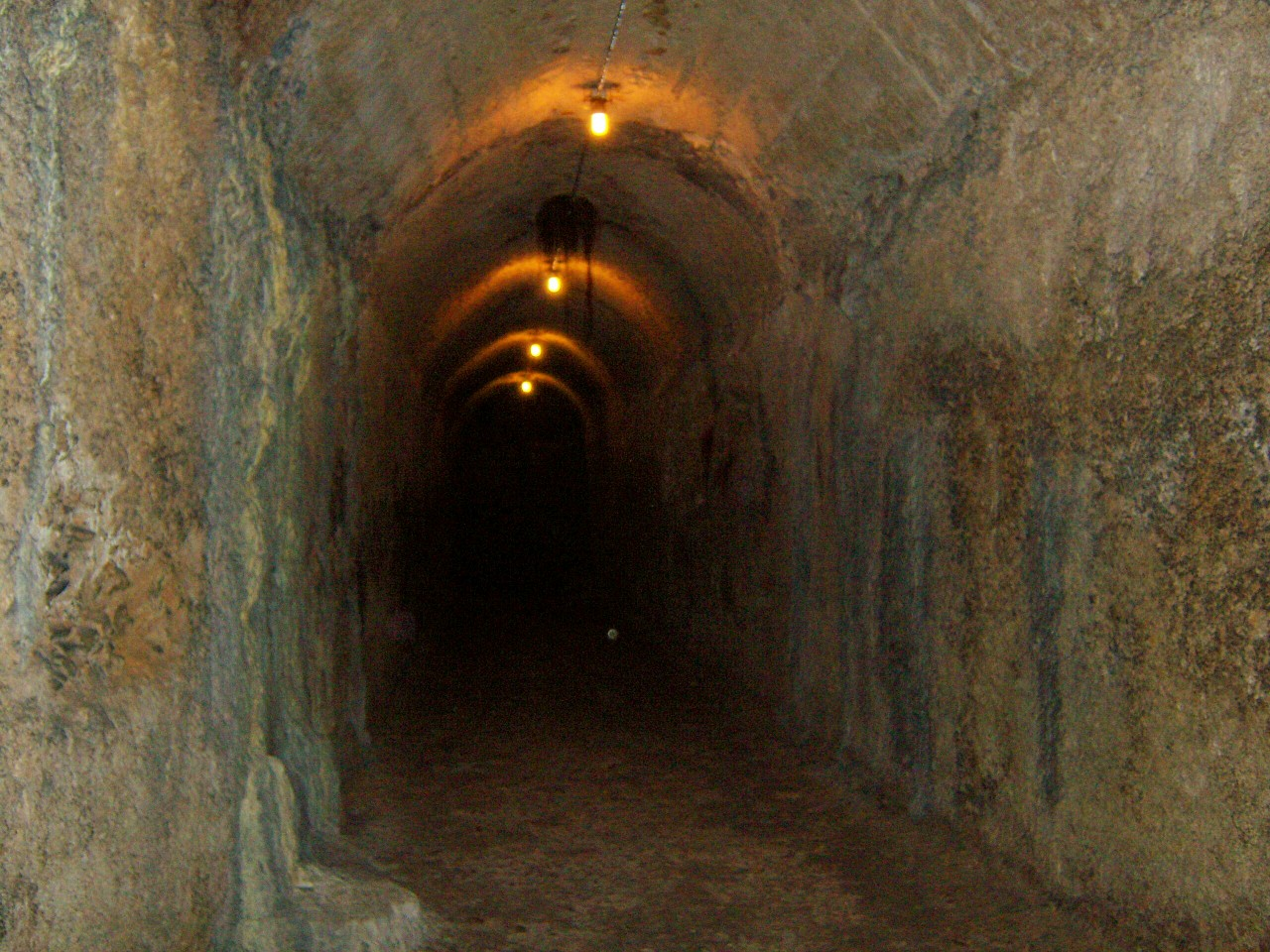
Cisterna dell'acquedotto, Urbs Salvia

### Il serbatoio
Sulla sommità del Colle di San Biagio, nel punto più elevato della città antica, è collocato il serbatoio, che serviva a raccogliere e far decantare l'acqua proveniente dall'acquedotto prima che questa defluisse lungo il sistema di distribuzione della città. Il serbatoio, al quale si accede tramite uno stretto corridoio, è formato da due gallerie comunicanti, rivestite di cocciopesto idraulico, della capacità di 1000 m³.

Sono ancora visibili le bocchette di immissione e di erogazione dell'acqua, nonché i pozzetti di ispezione (lumina), utilizzati per il controllo del livello e della qualità dell'acqua e per il ricambio d'aria.

### Il teatro

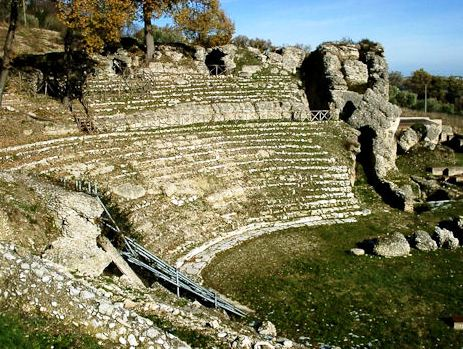
Teatro romano di Urbs Salvia

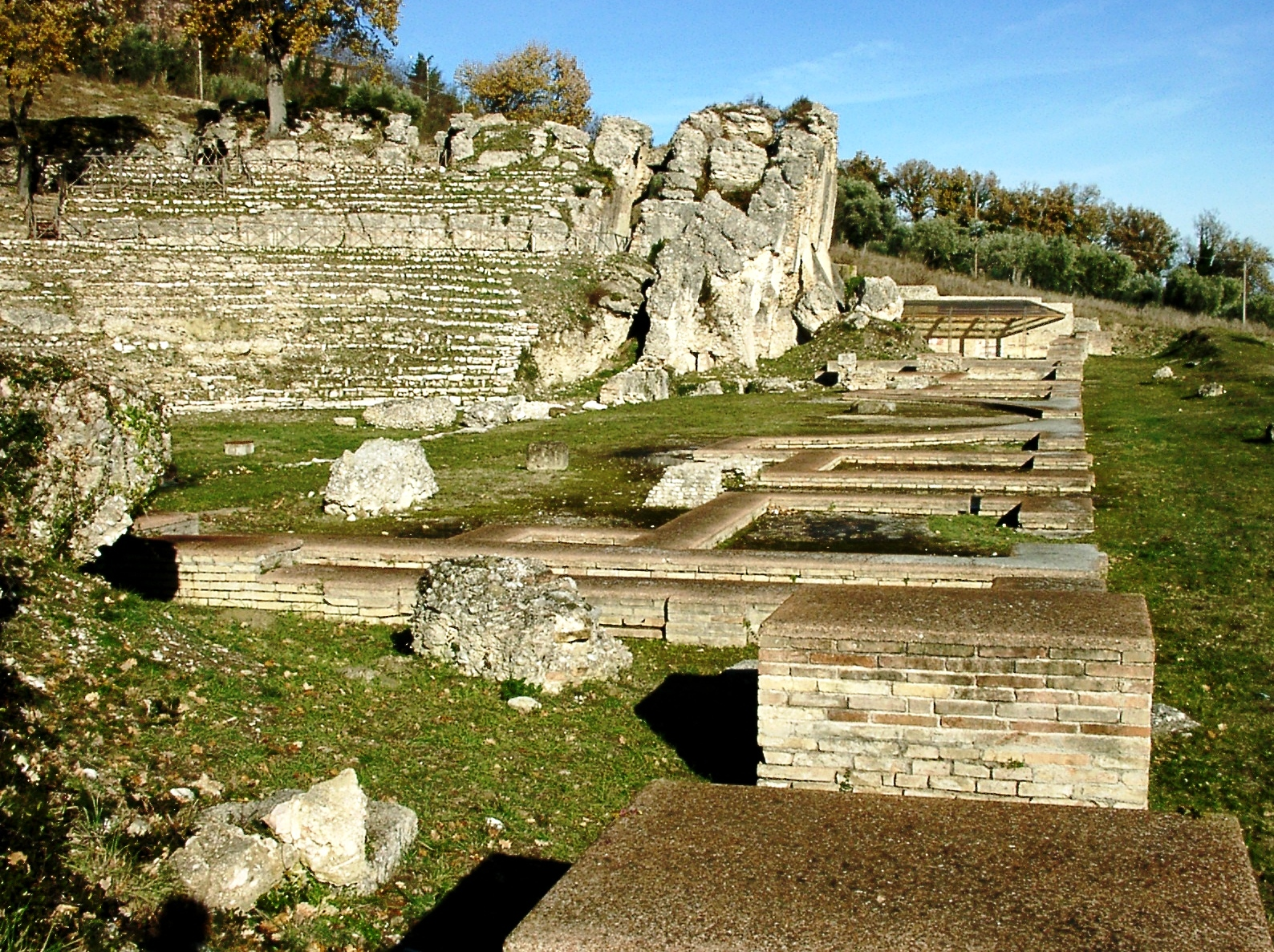
Teatro romano di Urbs Salvia

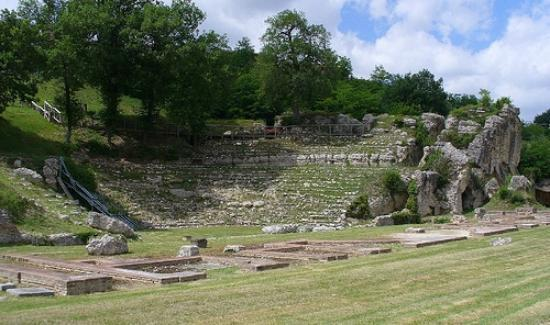
Teatro romano di Urbs Salvia

Situato in posizione dominante su uno dei terrazzamenti più elevati, il teatro è una delle emergenze archeologiche più monumentali: è infatti uno dei più grandi d'Italia e l'unico che conservi consistenti tracce di intonaco dipinto. Fatto costruire negli anni precedenti il 23 d.C. da Gaio Fufio Gemino, è addossato al pendio collinare secondo modalità costruttive di derivazione greca. Fu realizzato in opera laterizia con nucleo cementizio, e subì dissesti già in epoca antica a causa di movimenti franosi.
Il corridoio anulare che circonda la cavea era utilizzato dagli spettatori per distribuirsi nei tre ordini di gradinate, ma aveva anche lo scopo di reggere la spinta esercitata dalla collina retrostante e di drenare le infiltrazioni d'acqua. Alla sommità delle gradinate, ripartite in sei cunei, è stata identificata la pianta di un tempietto che sovrastava il teatro.

La scena del teatro, della quale rimangono le fondazioni, presenta al centro l'esedra semicircolare con la porta regia (cioè l'entrata in scena riservata agli attori protagonisti) e le Portae hospitales ai lati; si notano inoltre le complesse canalizzazioni e gli alloggiamenti per i macchinari di servizio. 
L'ampio terrazzo retrostante il palcoscenico, sostenuto su tre lati da un poderoso muraglione, ospitava un ampio porticato quadrangolare, la cosiddetta Porticus post scaenam, di cui scavi recenti, ora coperti, hanno rimesso in luce i plinti delle colonne in laterizio.

Durante le campagne di scavo, avviate già nel XVIII secolo, al teatro furono rinvenute, tra l'altro, una testa di Apollo e due statue acefale conservate presso il museo archeologico statale di Urbisaglia.

### L'edificio a nicchioni
L'edificio a nicchioni, situato tra il sovrastante pianoro del teatro ed il foro, è una struttura di contenimento che fungeva da scenografico raccordo dei vari livelli della città.

L'edificio è formato da un muro con sei ampie nicchie aventi funzione di controspinta al terreno retrostante, ed era nascosto alla vista dalla presenza di un criptoportico - forse costituito da tre gallerie su due navate, due delle quali ancora visibili e decorate da affreschi parietali oggi scarsamente leggibili - che abbracciava la piazza antistante, terrazzata ad est e affacciata verso il foro.
Resti romani di quest'area sono stati adoperati in epoca moderna per la costruzione delle vicine case coloniche, oggi utilizzate dalla Soprintendenza per i Beni Archeologici delle Marche e dall'Università di Macerata come laboratorio e magazzini degli scavi tuttora in corso.

Da notare il forno a legna, tipico accessorio degli edifici rurali della prima metà del XX secolo, costruito nei pressi del muro a nicchioni.

### Il complesso tempio-criptoportico dellaSalus Augusta

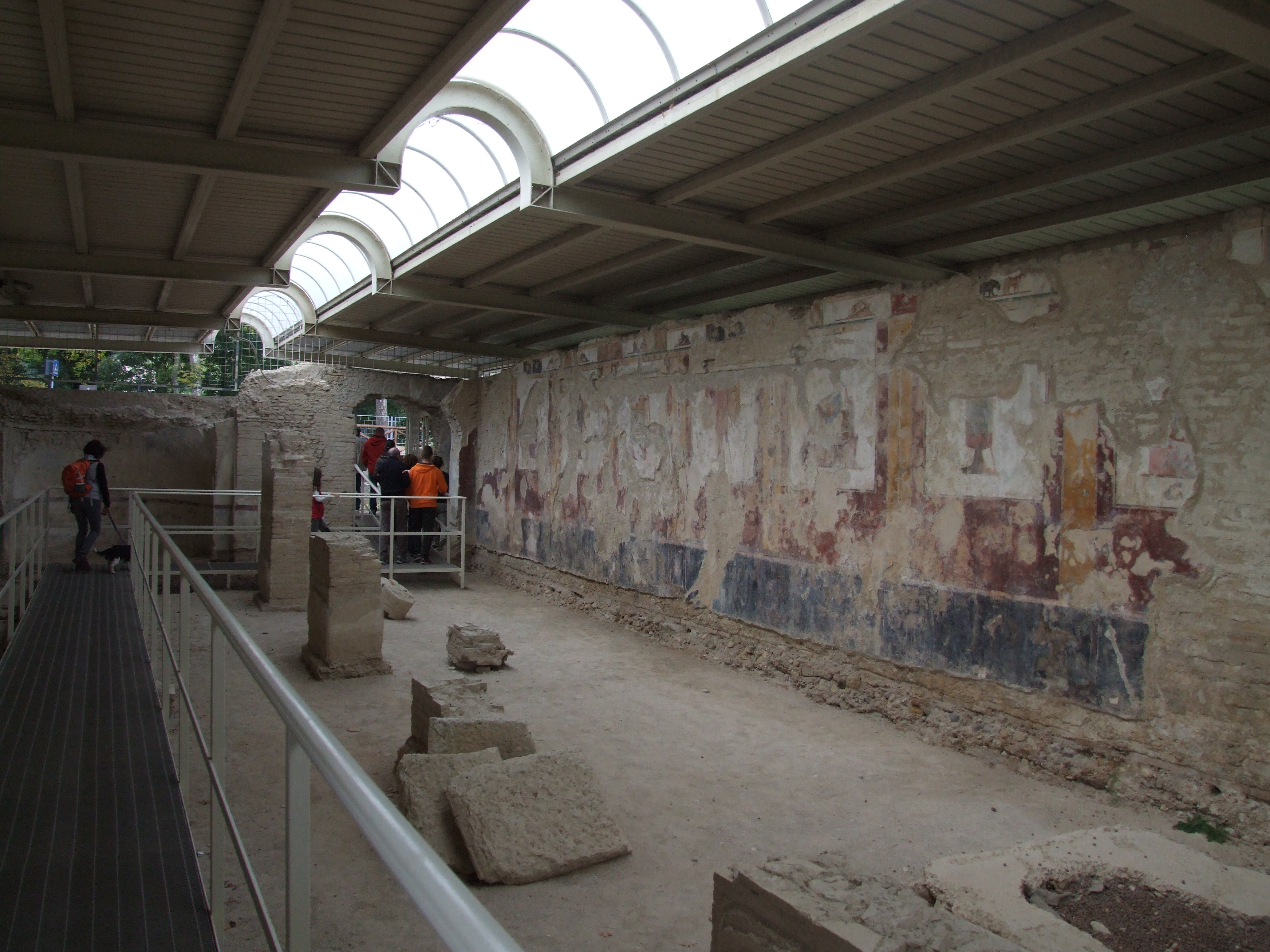
braccio meridionale del Criptoportico

Situato all'interno di un temenos, il complesso tempio-criptoportico, dedicato alla Salus Augusta, si apriva sulla via Salaria Gallica, la quale costituiva il cardo maximus della città, e prospettava un effetto scenografico sull'area forense.

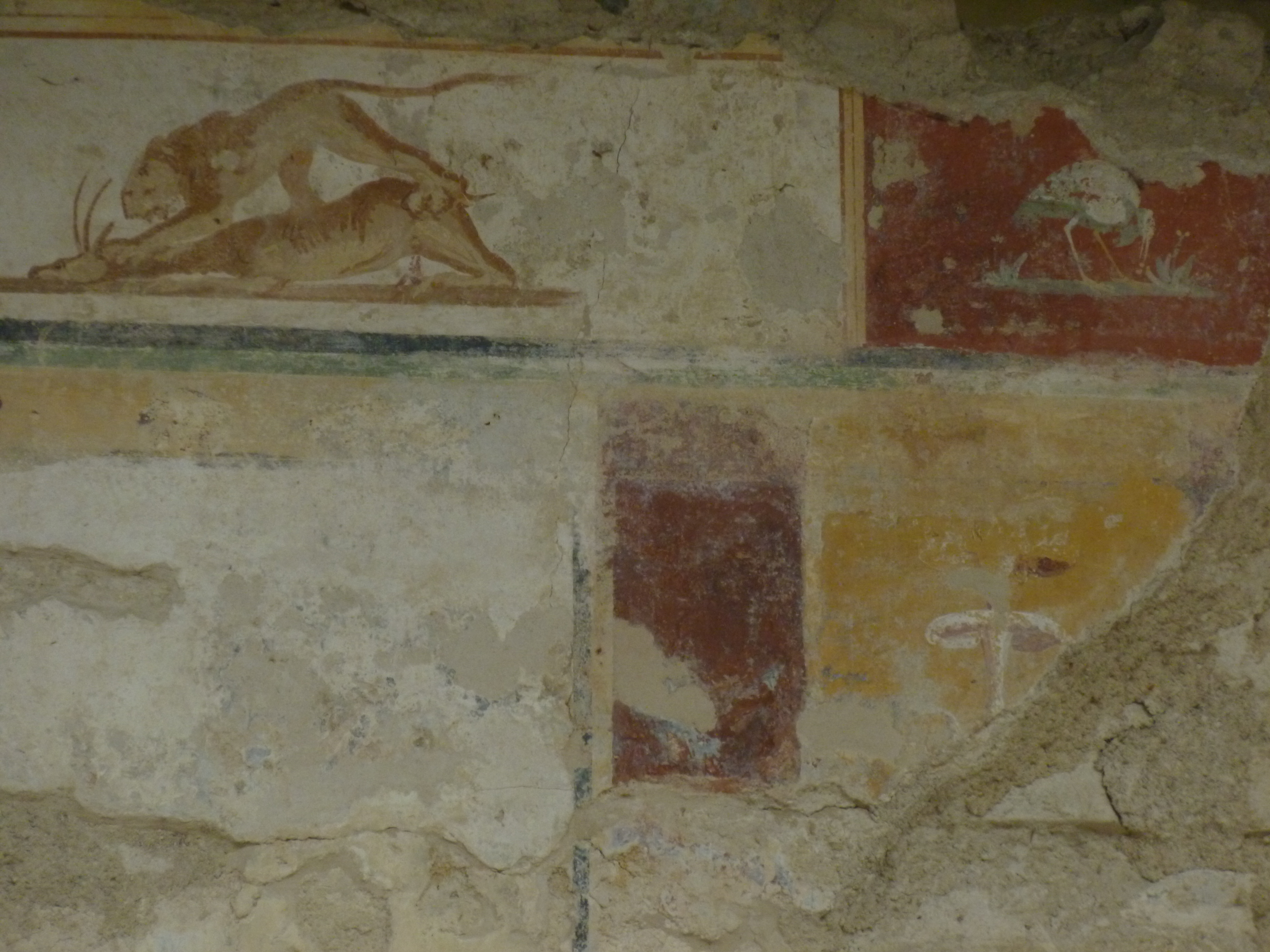
fascia superiore della decorazione pittorica

Del tempio, prostilo esastilo, si conservano attualmente solo parte del podio e tracce dei muri divisori interni: queste mostrano la sua suddivisione in pronao e cella, dotata di una parete di fondo semicircolare in cui probabilmente era ospitato il simulacro della divinità. Al tempio si accedeva grazie a due scalinate simmetriche laterali che conducevano ad una piattaforma, dalla quale un'ulteriore scalinata centrale conduceva direttamente al pronao.
Il criptoportico è una struttura semisotterranea, formata da quattro gallerie (tre di esse divise in due navate da pilastri centrali, la quarta avente funzione di corridoio di accesso) che circondano il tempio. Le gallerie erano completamente decorate da affreschi, ancora leggibili, soprattutto nel braccio meridionale. Si tratta di decorazioni riferibili al III stile pompeiano, divise in tre fasce orizzontali: lo zoccolo imita una base marmorea ed è dotato di piccoli riquadri contenenti maschere delle Gorgoni; la fascia centrale è occupata da una serie di pannelli raffiguranti trofei militari, nei quali si distinguono ancora oggi elmi, scudi, lance, ecc.; la fascia superiore, conservata solo in parte, presenta scene di caccia e raffigurazioni naturalistiche con animali esotici, nonché maschere lunari. I motivi iconografici scelti fanno riferimento alla propaganda augustea ed imperiale.

### Le mura
Le mura di Urbs Salvia sono tra gli esempi di fortificazioni meglio conservati delle Marche. Realizzata più per volontà di autorappresentazione e autoaffermazione della comunità che per reali esigenze di difesa, la cinta muraria si estende per circa 2500 metri, delimitando un'area di circa 40 ettari; di essa si conservano quasi integralmente il lato nord e in gran parte quelli sud e est, mentre quello ovest è andato perduto. La cortina, in opera cementizia con paramento in laterizio, è scandita da torri di guardia a pianta poligonale.
Due delle quattro porte che si aprivano lungo il percorso delle mura sono conservate: la Porta Nord (in corrispondenza della via Salaria Gallica), detta anche porta a mesopirgo per via dello spiazzo trapezoidale antistante, e la porta orientale (in corrispondenza della strada che conduceva a Firmum), detta anche Porta Gemina poiché caratterizzata da due fornici. Della Porta Gemina sono oggi visibili i resti, inglobati in una casa colonica del XIX secolo.

### Monumenti funerari a torre
A pochi metri fuori dalla Porta Nord sono visibili due monumenti funerari a torre, di cui rimane solo il nucleo cementizio interno. Originariamente questi monumenti, utilizzati per il rito dell'incinerazione (contenevano infatti l'urna sacra con le ceneri del defunto), erano ricoperti di lastre di calcare bianco ed erano dotati di un'epigrafe commemorativa del defunto.

### L'anfiteatro

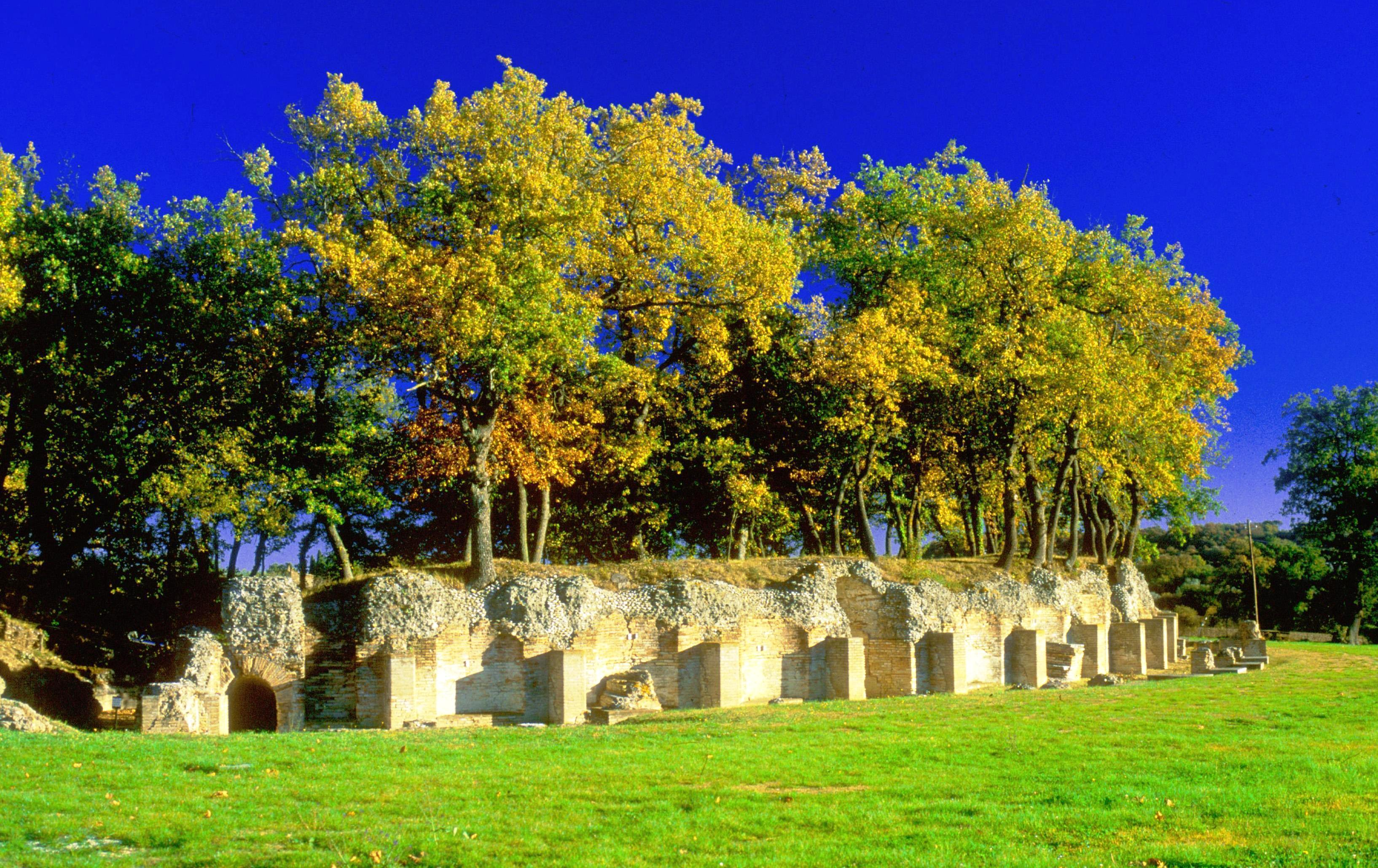
Anfiteatro romano di Urbs Salvia

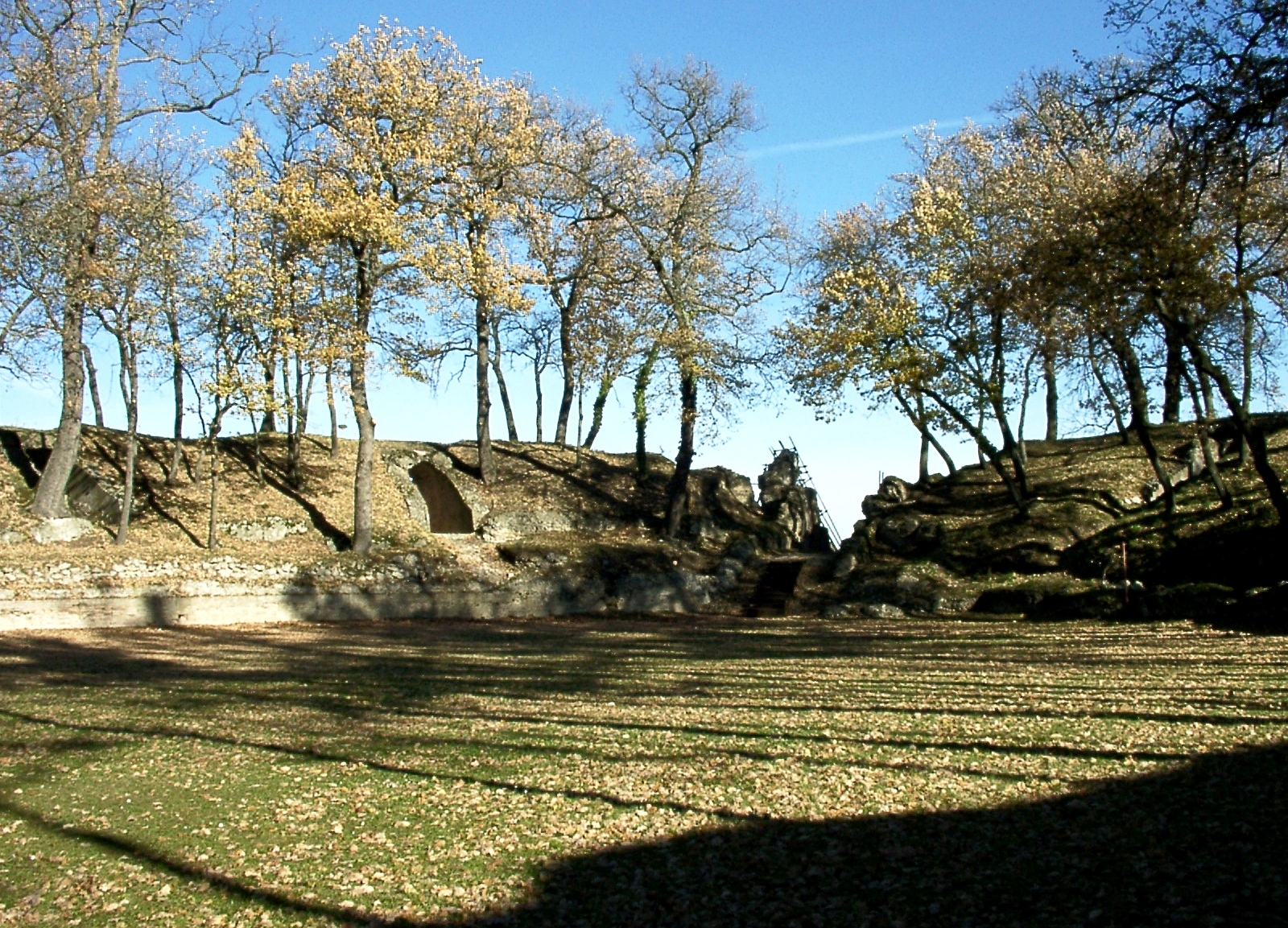
Anfiteatro romano di Urbs Salvia

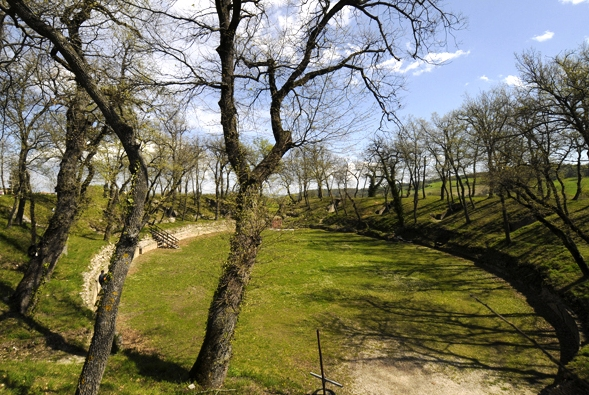
Anfiteatro romano di Urbs Salvia

Collocato in area extraurbana, per facilitare l'afflusso e il deflusso del pubblico, ma anche per non occupare spazi estesi all'interno della città, è uno degli anfiteatri romani meglio conservati nelle Marche. Come si legge nelle due iscrizioni conservate nel Museo archeologico statale di Urbisaglia, fu fatto erigere intorno all'81 d.C. da Lucio Flavio Silva Nonio Basso, uno dei personaggi più importanti di Urbs Salvia.
L'anfiteatro ha forma ellittica e poteva contenere fino a 5150 spettatori: l'arena è lunga 59 m e larga 35 m.

Realizzato in opera cementizia rivestita di laterizi, con alternanza di specchiature in opus reticolatum mixtum, si conserva per tutto il suo perimetro fino all'altezza del primo ordine di gradini, comprendendo il primo ordine di vomitoria (ingressi per il pubblico).
I due ingressi all'arena riservati ai gladiatori, in origine coperti a volta, sono disposti lungo l'asse maggiore nord-sud. Quello a sud è fiancheggiato da uno stretto corridoio nel quale si può riconoscere la Porta Libitinensis, porta dedicata a Libitina (dea della morte), utilizzata per lo sgombero dei caduti dall'arena al termine dei combattimenti. Nell'arena, inoltre, sono ancora visibili i condotti di immissione e deflusso dell'acqua, utilizzata per pulire l'arena dal sangue.
Il muro esterno, caratterizzato con una certa frequenza da mancanza del rivestimento lapideo, che rende visibile il nucleo cementizio interno (gran parte dei mattoni fu prelevata durante il Medioevo per la costruzione del borgo di Urbisaglia e della vicina Abbazia di Chiaravalle di Fiastra), presenta grosse nicchie, alcune delle quali probabilmente ospitavano statue, mentre altre erano occupate da scalinate di accesso al piano superiore. 
All'esterno sono ancora visibili in fondazione le basi dei pilastri sui quali poggiavano le strutture dei piani superiori a costituire un ampio porticato esterno all'edificio scenico.
Oggi l'anfiteatro ospita, nei mesi di luglio e agosto, un'importante stagione di teatro classico antico.

### Accessibilità e visite
Si accede all'area del parco dalla strada provinciale Picena 78, dove è presente la biglietteria, il punto informazioni ed un ampio parcheggio; le visite si effettuano il sabato, la domenica e nei giorni festivi. Gli altri giorni la visita è possibile su prenotazione contattando il locale ufficio informazioni turistiche.

## Scavi archeologici
Dal 1995 la città è oggetto di regolari campagne di scavo da parte del Dipartimento di archeologia dell'Università di Macerata. In particolare i lavori si sono concentrati nell'area a sud del complesso tempio-criptoportico, dove sono stati rinvenuti tratti di strade basolate e due complessi edilizi che, per via delle loro peculiarità, sono stati definiti edificio delle Acque ed edificio del Pozzo, e nell'area del foro, in cui sono stati individuati resti significativi di porticati e di un probabile edificio a carattere termale.

## Territorio

### Villamagna
Nelle vicinanze dell'abbadia di Fiastra è in corso di scavo archeologico la villa romana di Villamagna. Le indagini finora eseguite da UNIMC hanno portato alla luce strutture monumentali e attestato l'esistenza di un birrificio e la produzione di birra caso unico fino ad ora scoperto nell'italia centrale.